# Саркисов, Георгий Минасович
Георгий Минасович Саркисов — советский хозяйственный, государственный и политический деятель.

## Биография
Родился в 1922 году. Член КПСС.
С 1945 года — на хозяйственной, общественной и политической работе. В 1945—1985 гг. — прораб станции Ташкент-товарная, главный инженер путевой дорожной машинной станции, заместитель начальника службы пути Управления Ташкентской железной дороги, заместитель начальника производственного отдела Управления «Средазжелдорстроймеханизация», председатель Ленинского райисполкома города Ташкента, заместитель председателя Ташкентского горисполкома, начальник Главташкентстроя, первый заместитель председателя Ташкентского горисполкома.
Избирался депутатом Верховного Совета Узбекской ССР 9-го и 10-го созывов.
Умер в 2004